# Jennifer Oster
Jennifer Oster, née le 2 mars 1986 à Moers, est une footballeuse allemande évoluant au poste de Milieu de terrain. Elle évolue au FCR 2001 Duisbourg.

## Biographie
Malgré son talent et sa force dans le football féminin allemand, elle ne figure pas en sélection nationale, car la concurrence y est très élevée.
https://web.archive.org/web/20160404181208/http://framba.de/content/index.php?option=com_content&view=article&id=290&Itemid=94

## Palmarès
- Championnat d'Allemagne :

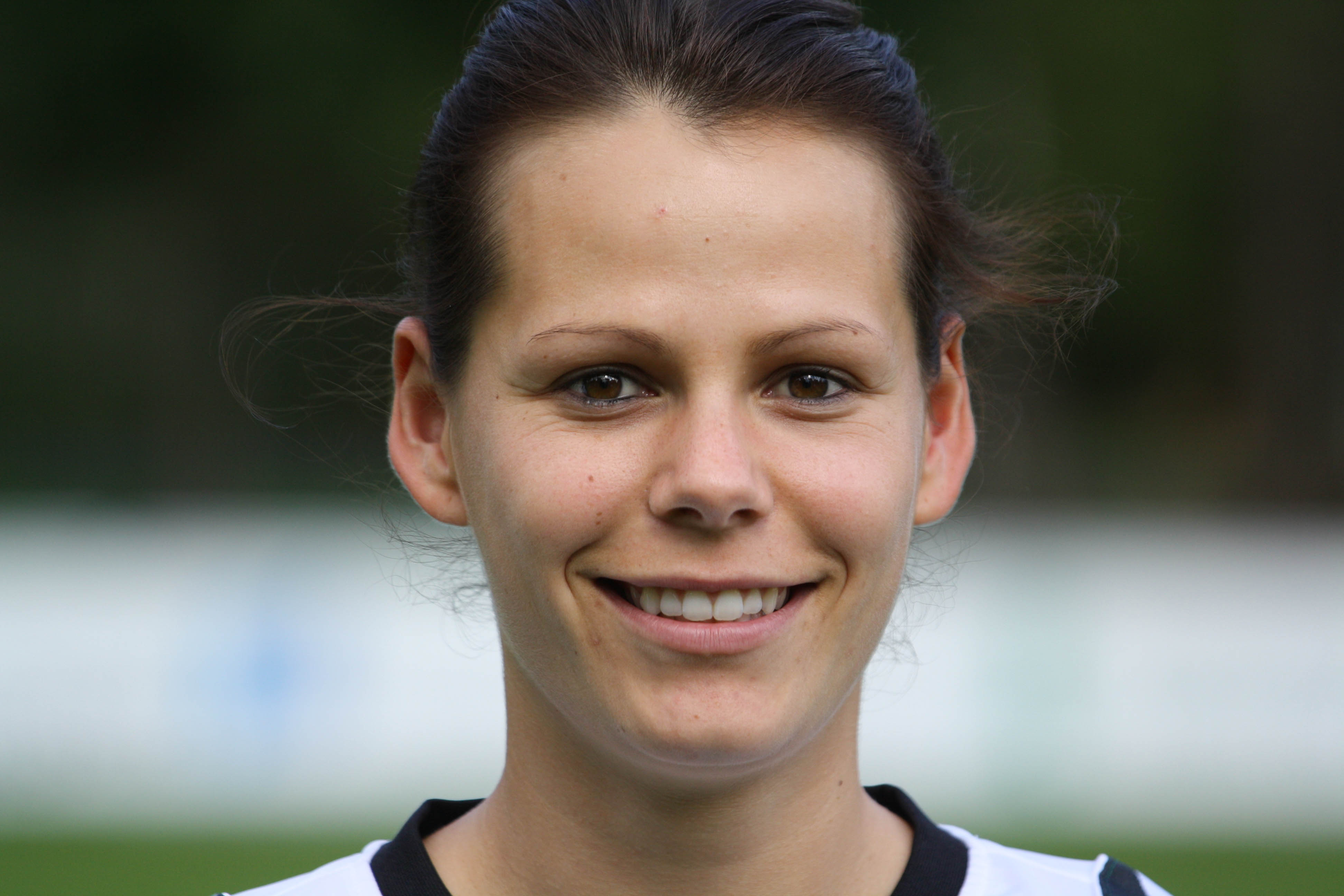
Jennifer en 2011

  - Vice-championne : 2005, 2006, 2007, 2008 et 2010

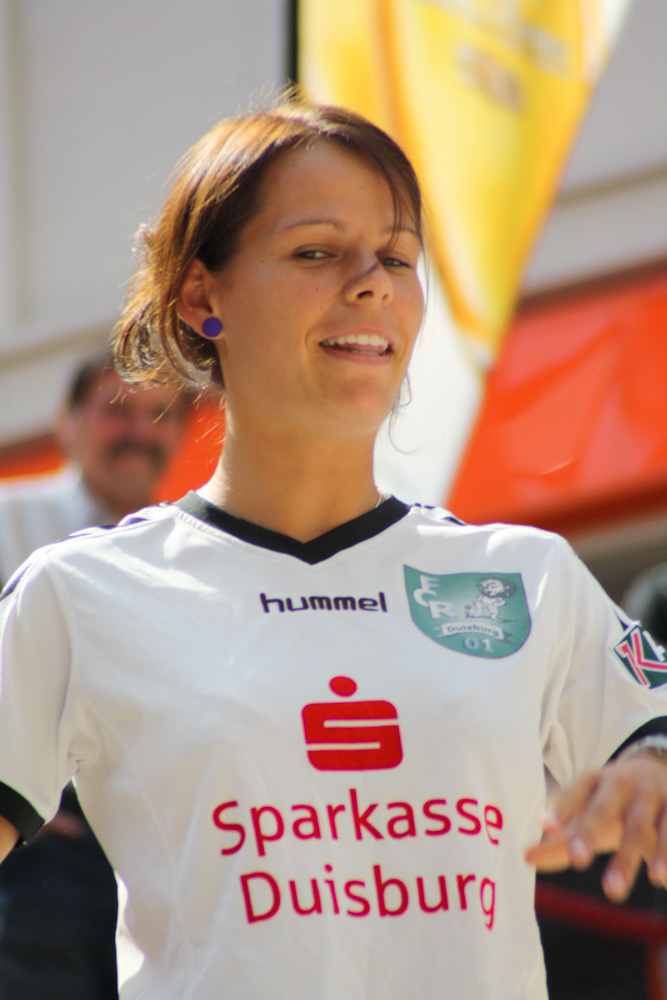
Oster en 2011

- Coupe d'Allemagne :
  - Vainqueur : 2009 et 2010
  - Finaliste : 2007

- Ligue des champions : 
  - Vainqueur : 2009